# De Simpel
De Simpel is een natuurgebied in de Belgische gemeente Kinrooi. Het is gelegen ten noorden van de Itterbeek en vormt een van de drie delen van het 800 ha grote natuurgebied Vallei van de Itterbeek. Het is een voormalig moerasgebied waar vennen en natte heide voorkomen. Vandaag is de Simpel  een gevarieerd landschap met struwelen, bossen, hooi- en weideland en akkers.

## Externe bron
- Kinrooi